# ThaiBev
Thai Beverage, mai cunoscută ca ThaiBev (în thailandeză ไทยเบฟ) (SGX: Y92), este o companie producătoare de bere, băuturi alcoolice și băuturi răcoritoare nealcoolice, cu sediul în orașul Bangkok (Thailanda). Ea a fost fondată în anul 2003 de magnatul chinez thailandez Charoen Sirivadhanabhakdi și este, în funcție de capitalizarea de piață, cea mai mare companie producătoare de bere și băuturi alcoolice distilate din Thailanda și una dintre cele mai mari din Asia de Sud-Est.
Corporația deține și operează 18 distilerii în Thailanda, cu o capacitate totală de producție de aproximativ 819 milioane de litri pe an, și 3 fabrici de bere, cu o capacitate totală instalată de aproximativ 1.550 de milioane de litri pe an. În plus, ea desfășoară o bogată activitate în străinătate, deținând cinci distilerii în Scoția și una în China. Produsul principal al corporației este berea Chang, care a ajuns să dețină o cotă de piață de 60% în Thailanda și aduce venituri consistente companiei. În afara berii, compania mai produce băuturi spirtoase, băuturi nealcoolice și diverse produse alimentare.
ThaiBev este listată pe Bursa de Valori din Singapore⁠(d) și are în prezent o capitalizare de piață de peste 14 miliarde de dolari.

## Istoric

### Înființare
Concernul ThaiBev a fost înființat în octombrie 2003 de Charoen Sirivadhanabhakdi, prin încorporarea a 58 de companii deținute de el, care aveau ca obiect de activitate producerea și comercializarea de băuturi alcoolice (fabricile de bere, distileriile de băuturi spirtoase), de băuturi nealcoolice și de produse alimentare. Capitalul social al ThaiBev a fost inițial de 20 de miliarde de bahți, fiind majorat două luni mai târziu la 22 de miliarde de bahți.
Încercarea lui Charoen de a lista compania ThaiBev pe Bursa de Valori din Thailanda⁠(d) (SET) în 2005 a declanșat proteste din partea grupurilor budiste și a unor reprezentanți ai societății civile thailandeze din cauza preocupărilor cu privire la pericolul creșterii consumului de alcool. Protestele grupurilor budiste au reușit să împiedice listarea companiei ThaiBev pe bursa thailandeză, care interzice listarea acțiunilor companiilor producătoare de băuturi alcoolice. În cele din urmă, Charoen a listat ThaiBev pe Bursa de Valori din Singapore⁠(d) în anul 2006. Încercările ulterioare de listare a companiei pe bursa din Bangkok au eșuat din nou, iar ThaiBev a anunțat în 2010 că nu mai este interesată să fie listată la Bangkok.

### Achiziții

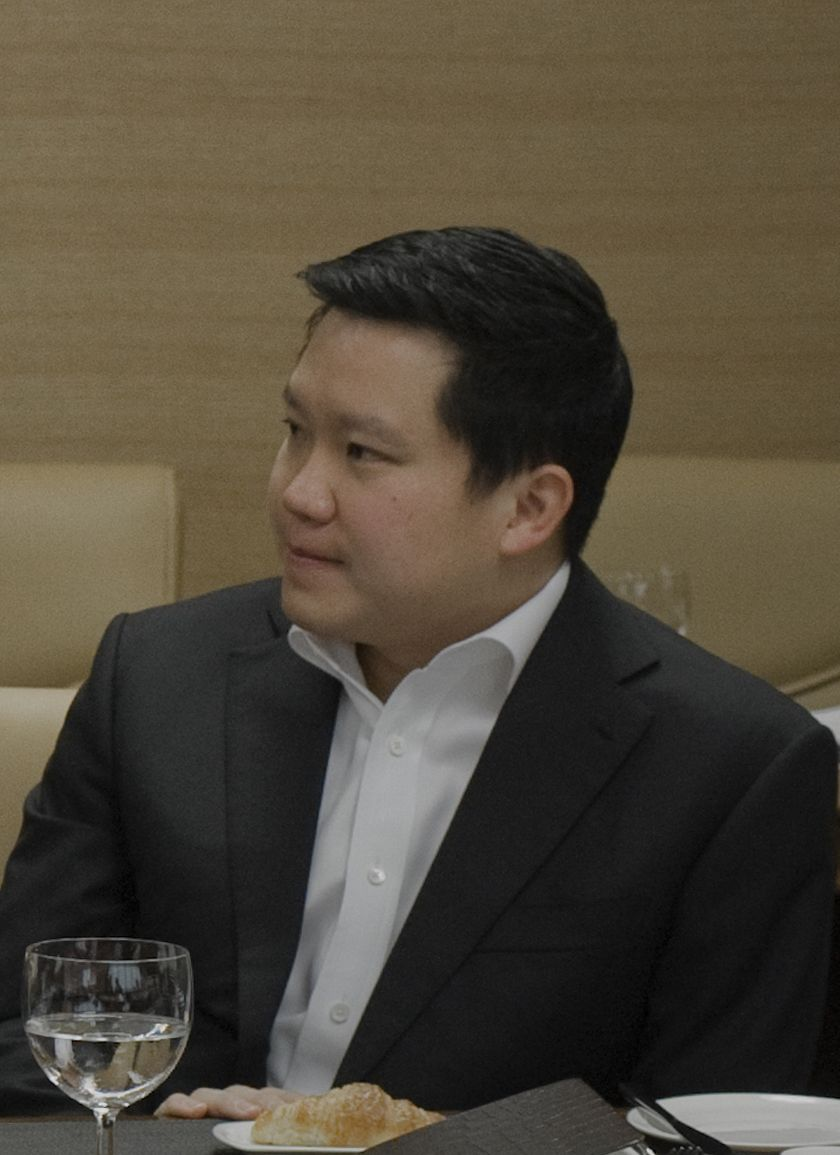
Thapana Sirivadhanabhakdi, președinte și director general

Corporația ThaiBev a desfășurat o politică agresivă de achiziții în perioada următoare, intenționând să pătrundă pe piațele externe și să devină o companie internațională. Ea a început să-și exporte produsele în Marea Britanie în anul 2006 și în același an a achiziționat compania Pacific Spirit UK, care i-a adus companiei thailandeze noi mărci de băuturi, o rețea de distribuție și reprezentanțe comerciale în Europa, America de Nord și Hong Kong. Trei anu mai târziu, în 2009, ThaiBev a cumpărat fabrica de băuturi spirtoase Yunnan Yulinquan din orașul Yuxi⁠(d) (provincia Yunnan, China) pentru 69 de milioane de yuani și a anunțat în 2012 că va investi o sumă cuprinsă între 500 de milioane și 1 miliard de bahți pentru a construi o a doua fabrică în China, care urma să fie finalizată în anul 2014 și urma să dubleze cantitatea de băuturi alcoolice produse în această țară. Achiziția fabricii din provincia sudică Yunnan a fost motivată de dorința de pătrundere pe piața chineză a băuturilor alcoolice atât pentru exportarea berii Chang (dată fiind apropierea geografică a Thailandei de Yunnan), cât și pentru crearea unei porți pentru extinderea activității în celelalte provincii ale Chinei, precum și în Myanmar și în nordul Laosului.
Extinderea pe piețe externe a fost dublată în același timp de o diversificare a producției pe piața internă, care s-a concretizat în septembrie 2011 prin achiziționarea companiei thailandeze de băuturi Serm Suk Public Company Limited pentru suma de 15,4 miliarde de bahți (512,6 milioane de dolari) Compania Sermsuk produce mai multe sortimente de apă minerală și băuturi răcoritoare carbogazoase, precum băutura răcoritoare carbogazoasă Est Cola⁠(d), apa minerală Crystal, băutura cu ceai verde Oishi⁠(d), băutura din ceai Lipton, băutură sportivă Gatorade și băutură energizantă Wrangyer. ThaiBev a investit suma de 1,1 miliarde de bahți în cursul anului 2013 pentru a deschide două noi linii de producție pentru apă minerală și băuturi răcoritoare carbogazoase.
Charoen Sirivadhanabhakdi a câștigat la începutul anului 2013 un război de oferte pentru achiziționarea unei participații în conglomeratul industrial Fraser and Neave, Ltd.⁠(d) din Singapore, care deține proprietăți în întreaga Asie, precum și afaceri cu băuturi răcoritoare și cu bere, oferind 11,2 miliarde de dolari, sumă ce a acoperit în principal datoriile conglomeratului. El a primit finanțare pentru această afacere, cea mai mare tranzacție de fuziune și achiziție realizată în Asia în 2012, de la un grup de bănci, printre care United Overseas Bank, Ltd⁠(d) și DBS Bank, Ltd⁠(d) din Singapore. În urma acestei tranzacții, ThaiBev a ajuns să dețină direct aproximativ 28% din acțiunile Fraser and Neave. Conglomeratul din Singapore deținea un pachet majoritar de 55% din acțiunile joint-venture-ului Myanmar Brewery Ltd⁠(d).
A urmat o nouă extindere a companiei pe piețele externe. ThaiBev a achiziționat în octombrie 2017 o participație de 75% în cadrul companiilor Myanmar Supply Chain and Services Go (MSCS) și Myanmar Distillery Co (MDC) (producătoarea whisky-ului Crown Royal din Myanmar) de la grupul american TPG Capital⁠(d) pentru 494,4 milioane de dolari. Cele două companii operează două unități de producție în Yangon și Mandalay, unde produc marca de whisky Grand Royal, cel mai vândut whisky din Myanmar. Două luni mai târziu, în decembrie 2017, ThaiBev a cumpărat o participație de aproape 54% în cadrul companiei vietnameze Sabeco pentru o sumă de 4,84 miliarde de dolari americani.
În februarie 2021 grupul ThaiBev a anunțat că dorește să vândă un pachet de 20% din divizia sa BeerCo prin intermediul unei oferte publice lansate la Bursa de Valori din Singapore. Acest proiect a fost suspendat câteva luni mai târziu din cauza înrăutățirii stării pieței în urma creșterii numărului de cazuri de îmbolnăviri cu COVID-19.

### Acționariat și conducere
Principalul acționar al corporației Thai Beverage este compania Siriwana Co., Ltd. (care deținea în decembrie 2022 o participație de 54,0028%), în timp ce un alt acționar important este compania MM Group Ltd. cu o participație de 11,8474%. Soții Charoen Sirivadhanabhakdi și Khunying Wanna Sirivadhanabhakdi dețineau direct atunci 51% din acțiunile Siriwana și 100% din acțiunile MM Group și controlau, prin intermediul companiei Shiny Treasure Holdings Limited, restul de 49% din acțiunile Siriwana. Charoen Sirivadhanabhakdi este președintele consiliului de administrație (din 2003), iar fiul său, Thapana, este președinte executiv și director general (din 2008).

## Produse
Thai Beverage Public Company Limited produce bere, băuturi alcoolice spirtoase, băuturi energizante și răcoritoare nealcoolice și unele produse de alimentație. Cele mai cunoscute mărci produse și distribuite de ThaiBev sunt berea Chang, whisky-urile Mekhong⁠(d), Hong Thong și Blend 285, romul SangSom⁠(d), lichiorul Ruang Khao, apa minerală Crystal, băutura cu ceai verde Oishi⁠(d) și băutura răcoritoare carbogazoasă Est Cola⁠(d). Compania deține 18 distilerii și 3 fabrici de bere în Thailanda, precum și alte unități de producție de băuturi răcoritoare. În afara activităților din Thailanda, compania desfășoară operațiuni semnificative în Europa, producând whisky scoțian din malț, vodcă, gin și lichioruri în cinci distilerii din Scoția, dar și în China, unde deține o distilerie.

### Mărci de bere

#### Chang

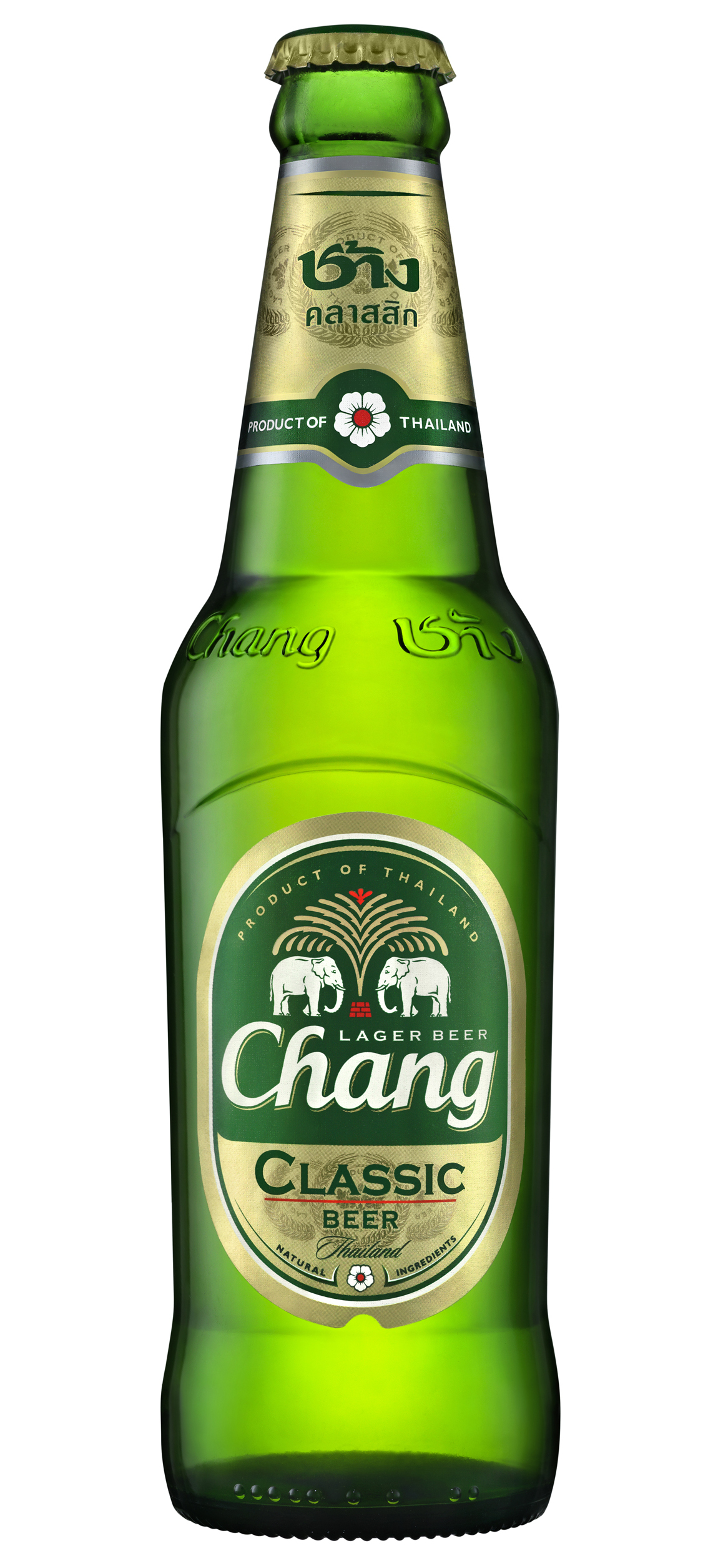
Noua sticlă de bere Chang Classic (2015)

Cea mai populară marcă de bere a companiei ThaiBev este berea Chang (în thailandeză เบียร์ช้าง, în traducere „elefant”), lansată în anul 1995 și produsă în prezent în trei fabrici de bere din Thailanda: una din districtul Khlong Khlung (provincia Kamphaeng Phet), deținută de Beer Thai (1991) Public Company Limited, o alta din districtul Bang Ban (provincia Ayutthaya), deținută de Beer Thip Brewery (1991) Company Limited, și o a treia din districtul Wang Noi (provincia Ayutthaya), deținută de Cosmos Brewery (Thailand) Ltd.
În primii cinci ani, ca urmare a prețului său mai redus, a conținutului mai ridicat de alcool (7%, față de 6% a berii Singha), și a unui marketing agresiv într-o perioadă de criză economică⁠(d), berea Chang a ajuns să dețină o cotă de aproape 60% din piața locală, reușind să ia locul berii Singha⁠(d).
Principalii cumpărători ai berii Chang erau membrii clasei muncitoare thailandeze, locuitorii din zonele rurale și chiar unii intelectuali de stânga. Din acest motiv, berea Chang a ajuns să fie asociată cu obiceiurile de consum ale clasei muncitoare și cu naționalismul thailandez⁠(d) strident. Berea Chang nu a promovat o imagine exotică a țării, așa cum o făcuse berea Singha⁠(d) (care folosea sloganul „Țara mea, berea mea”), ci a exprimat valorile tradiționale într-un mod modern: templele și pagodele din reclame au fost înlocuite cu apeluri la speranță și la necesitatea reînnoirii țării. Campaniile de publicitate s-au sprijinit pe latura națională a mărcii, folosind popularul grup muzical rock Carabao⁠(d) și sloganul „O bere produsă de thailandezi”.
Intenționând o diversificare a producției, ThaiBev a lansat pe piață în martie 2016 două noi sortimente de bere: Chang Light și Chang Draught. În 2015, cu ocazia aniversării de 20 de ani a berii Chang, grupul ThaiBev a schimbat designul ambalajului berii Chang Classic, introducând o sticlă verde smarald (în locul celei chihlimbarii) și o etichetă aurie tipică sticlelor de șampanie, care reflectă un aspect modern și mai elegant. Directorii companiei urmăreau astfel să atragă mai mulți băutori tineri din categoria de vârstă 20–35 de ani pentru a crește ponderea berii Chang pe piața națională de la aproximativ 30% la 45–50% și a deveni lider de piață. În acest scop, s-a renunțat la fabricarea și distribuția sortimentelor Chang Light, Chang Export și Chang Draught și a fost redusă alcoolemia berii Chang Classic de la 6% la 5,5%. Berea Chang este produsă în prezent în trei fabrici de bere din Thailanda: una din districtul Khlong Khlung (provincia Kamphaeng Phet), deținută de Beer Thai (1991) Public Company Limited, o alta din districtul Bang Ban (provincia Ayutthaya), deținută de Beer Thip Brewery (1991) Company Limited, și o a treia din districtul Wang Noi (provincia Ayutthaya), deținută de Cosmos Brewery (Thailand) Ltd. Rețeta a fost modificată prin includerea în procesul de fabricație a orezului, care fusese folosit anterior doar în versiunea internă de 6,4%. Concentrația sa de alcool este în prezent de 5,0%.
Marca emblematică a corporației ThaiBev, Chang Beer, a câștigat de trei ori medalia de aur (în 2008, 2009, 2010) la categoria Beers, Waters & Soft Drinks, un premiu de aur (în 2013) și o medalie de aur (2018).

#### Archa
ThaiBev a lansat în iulie 2004 marca de bere Archa (în thailandeză อาชา, în traducere „cal”), destinată tinerilor thailandezi și având un concentrație de alcool mai scăzută. Având o piață diferită de cea a mărcii principale, berea Archa a necesitat o companie de marketing nouă. Concentrația de alcool a berii Archa era inițial de 5,4%, dar a fost redusă în 2014 la 5%.
Berea Archa a câștigat o medalie de aur la Australian International Beer Awards⁠(d) (AIBA) din 2007.

#### Federbräu
Compania a lansat în 2008 marca Federbräu, o bere premium de inspirație germană, preparată cu malț german importat printr-o metodă de fermentare unică pentru a respecta Legea purității germane a berii. Berea Federbräu este, de altfel, singura bere produsă în Thailanda care îndeplinește cerințele acestei legi. Concentrația de alcool a berii Federbräu era inițial de 5%, dar a fost redusă ulterior la 4,8%.

#### Chang/Carlsberg
În decembrie 2000 grupul danez Carlsberg și subsidiara Chang au înființat un joint venture 50–50, Carlsberg Asia, pentru a crea o companie importantă de bere în Asia. Influența Carlsberg poate fi observată în tipografia logo-ului „Beer Chang”, care seamănă cu clasicul „Carlsberg Beer”. Eclipsat în mare parte ca urmare a concurenței făcute de berea Chang, grupul Carlsberg s-a retras din joint venture în 2003, susținând că Beer Thai Company nu și-a îndeplinit obligația contractuală de a investi capitalurile convenite, și a denunțat acordul de licență pentru producerea și comercializarea berii Carlsberg. Charoen a dat în judecată grupul danez, acuzându-l că nu și-a îndeplinit angajamentul asumat și cerând despăgubiri de 2,5 miliarde de dolari, dar, în urma arbitrajelor organizate la Londra și Bangkok, a obținut doar 120 de milioane de dolari în 2005. Acțiunile grupului danez au fost cumpărate de compania Beer Thai.

#### Bia Saigon și 333
Prin achiziționarea în decembrie 2017 a unei participații de aproape 54% în cadrul companiei vietnameze Sabeco, ThaiBev a devenit proprietara unor mărci de bere de top în Vietnam precum Bia Saigon și 333⁠(d). Marca Bia Saigon este vândută în următoarele sortimente: Saigon Lager (4%; etichetă verde cu alb), Saigon Special (4,9%; etichetă verde), Saigon Export (4,9%; etichetă roșu cu alb) și Saigon Gold („bere lager premium” cu 5%). Cu excepția sortimentelor mai scumpe (Special, Gold), toate berile sunt preparate cu o proporție de orez. Cota companiei pe piața berii din Vietnam scăzuse în perioada achiziției la aproape 40%.

### Băuturi spirtoase

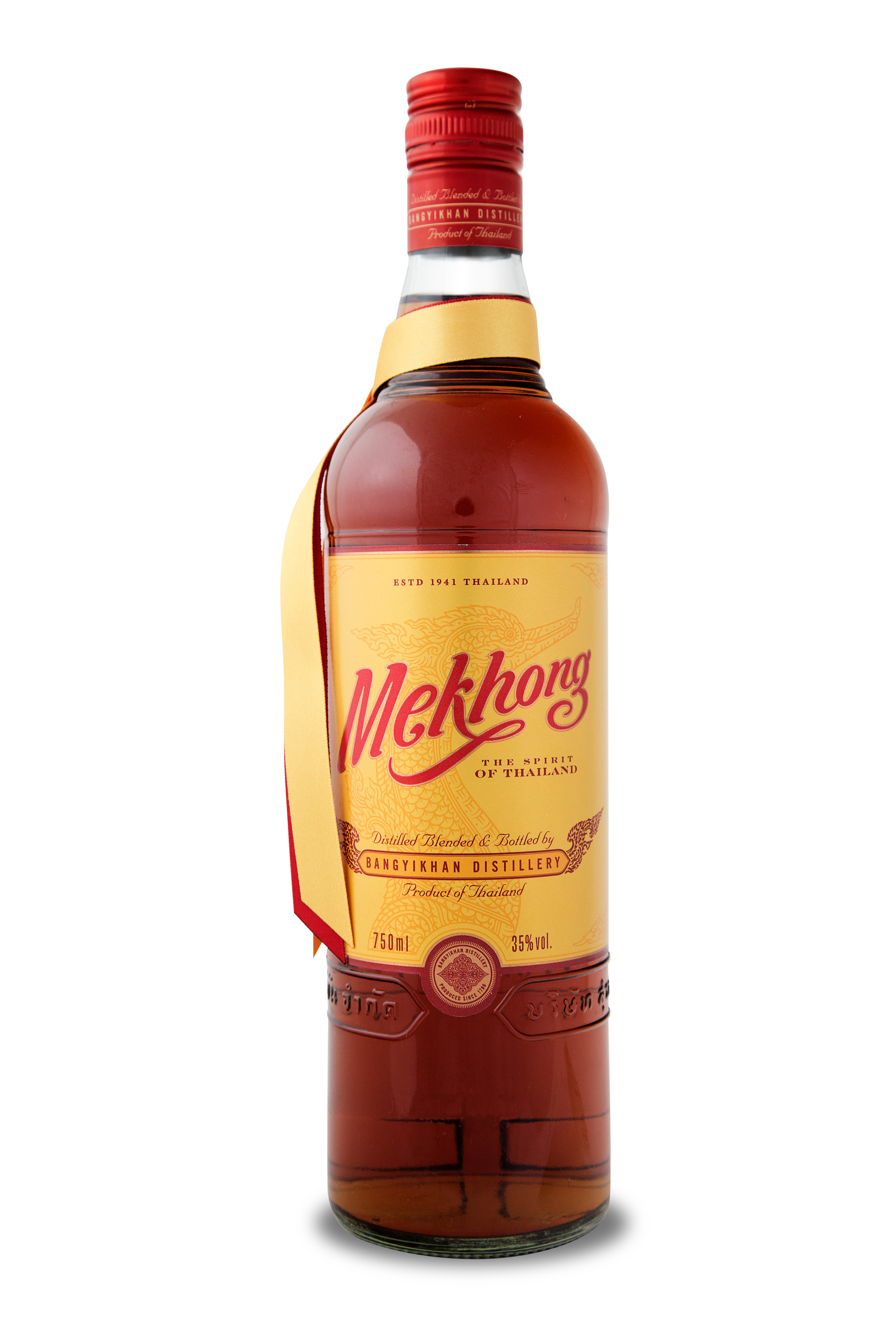
Sticlă de

ThaiBev produce băuturi spirtoase brune și albe, inclusiv rom. Diferența dintre cele două tipuri de băuturi spirtoase este prezența colorantului în băuturile brune.
Cea mai veche băutură spirtoasă din portofoliul ThaiBev este Mekhong⁠(d) (35%), care a fost produsă începând din 1941 la distileria Bangyikhan⁠(d), la vest de Bangkok. Această distilerie, care era inițial deținută de stat⁠(d), datează de peste 200 de ani de la începutul actualei dinastii Chakri⁠(d). Lansarea Mekhong (un rom cu adaos de orez) avea ca scop producerea unei băuturi spirtoase thailandez de înaltă calitate care să combată creșterea importului de băuturi alcoolice străine și să înlocuiască eventual mărcile importate.
O altă băutură spirtoasă cunoscută produsă de ThaiBev este romul SangSom⁠(d) (40%), care, cu toate că a fost lansat abia în 1977, a devenit cea mai populară marcă de băuturi spirtoase din țară. Compania produce, de asemenea, lichiorurile Mangkorn Thong (35%) și Hong Thong (35%), romul Phraya (40%), mărci bazate pe whisky ca Blend 285 (35%) și Crown 99 (35%), o marcă de coniac V.S.O.P. denumită Meridian (38%), precum și mărci de whisky scoțian ca Drummer (40%), Hankey Bannister⁠(d) și Pinwinnie Royal Scotch Whisky.
Băuturi spirtoase albe sunt făcute din melasă fără nici un amestec sau culoare și sunt produse în patru conținuturi de alcool: 28%, 30%, 35% și 40%. Cea mai vândută marcă de băuturi spirtoase a companiei este Ruang Khao. Etichetele au coduri de culoare pentru a reflecta tăria alcoolică, dar nu au imprimat numele mărcii. Alte mărci din această categorie sunt Phai Thong, Niyomthai, White Tiger, White Bear, Mungkorn Taijeen, Chaiya, Chao Praya, Mae Wang, Phaya Seur, Phayanak, Bangyikhan și Yod Khao.

## Promovare
Berea Chang are o lungă istorie de susținere a fotbalului, fiind sponsorul oficial al echipei naționale de fotbal a Thailandei pentru mai mult de 10 ani, al mai multor cluburi din Thai Premier League și al unor cluburi din Premier League (Anglia) și La Liga (Spania). Printre cluburile de fotbal sponsorizate de corporația ThaiBev se numără Everton (de la începutul sezonului 2004-2005), FC Barcelona și Real Madrid (din 2012) și Leicester City (din 2018).
Compania thailandeză a sponsorizat circuitul internațional de motociclism de la Buriram⁠(d) (care a purtat în perioada 2014–2022 numele Chang International Circuit) și sponsorizează, de asemenea, stadionul echipei de fotbal Buriram United F.C.⁠(d) (care poartă din 2017 numele Chang Arena⁠(d)).
Clubul Everton FC a venit în ajutorul populației thailandeze care a suferit din cauza tsunami-ului care a lovit Thailanda în decembrie 2004. După acel dezastru, care a lovit coasta Khao Lak⁠(d) din provincia Phang Nga din Thailanda și a distrus satul Ban Nam Khem⁠(d), ThaiBev și Everton au sponsorizat construcția a 50 de case și a unui teren de fotbal acolo, într-un proiect numit Everton-Chang Village. Echipele locale de tineret concurează pentru Cupa Chang-Everton. În proiect au fost implicați oficiali de la Everton FC și Chang Beer. Împreună, sponsorizează Chang Everton Football Cup și trimit fotbaliști thailandezi promițători la Liverpool pentru a fi testați la Everton.

## Critici și proteste
În 2005, ThaiBev a devenit subiectul unor critici la nivel național în Thailanda, care au fost declanșate de comunitatea monahală budistă și de alte grupuri religioase. La acea vreme, compania își anunțase public intenția de a fi listată pe Bursa de Valori din Thailanda⁠(d) (SET), ceea ce ar fi reprezentat cea mai mare listare bursieră a unei companii din istoria Thailandei. În ciuda încercărilor Oficiului Național al Budismului⁠(d) (o agenție guvernamentală) de a interzice protestul călugărilor, 2.000 de călugări de la templul Wat Phra Dhammakaya⁠(d) s-au adunat în fața Bursei de Valori și au recitat texte budiste pentru a opri lansarea pe bursă a ofertei publice inițiale a companiei Thai Beverage. Într-un efort de cooperare fără precedent, comunității monahale budiste i s-au alăturat fostul lider al revoltei populare Mai Negru⁠(d), Chamlong Srimuang⁠(d), și membrii sectei ascetice budiste Santi Asoke⁠(d). Ulterior, s-au alăturat alte 122 de organizații religioase și sociale, ceea ce a făcut ca numărul protestatarilor să ajungă la circa 10.000. Organizațiile au cerut intervenția prim-ministrului Thaksin Shinawatra pentru a opri listarea companiei, pe care unii dintre conducătorii protestului au descris-o ca „o amenințare gravă la adresa sănătății și culturii” societății thailandeze.
În timp ce SET a subliniat beneficiile economice ale listării companiei, oponenții au evidențiat efectele negative ale creșterii consumului de alcool în societatea thailandeză, susținând că thailandezii se află pe locul cinci în ceea ce privește consumul de alcool pe cap de locuitor conform conform Organizației pentru Alimentație și Agricultură a Națiunilor Unite (FAO). În cele din urmă, protestele au condus la o amânare pe termen nedeterminat a cotării companiei pe bursă. În aceste condiții, Charoen a decis listarea companiei Thai Beverage pe Bursa de Valori din Singapore⁠(d), iar această acțiune a provocat demisia șefului Bursei de Valori din Thailanda, Kittiratt Na-Ranong.